# The Harrow & The Harvest
The Harrow & The Harvest är ett studioalbum av Gillian Welch, hennes första på åtta år.

## Låtlista
Alla låtar är skrivna och komponerade av Gillian Welch och David Rawlings. 
| Nr  | Titel                        | Längd |
| --- | ---------------------------- | ----- |
| 1.  | Scarlet Town                 | 3:38  |
| 2.  | Dark Turn of Mind            | 4:07  |
| 3.  | The Way It Will Be           | 4:47  |
| 4.  | The Way It Goes              | 4:01  |
| 5.  | Tennessee                    | 6:35  |
| 6.  | Down Along the Dixie Line    | 4:49  |
| 7.  | Six White Horses             | 3:38  |
| 8.  | Hard Times                   | 4:52  |
| 9.  | Silver Dagger                | 3:23  |
| 10. | The Way the Whole Thing Ends | 6:11  |